# Taśma nierdzewna
Taśma nierdzewna, taśma ze stali nierdzewnej – taśma stalowa zawierająca 13–18% chromu oraz max. 0,4% węgla. Stosowana w różnych gałęziach przemysłu w zależności od zawartości węgla, niklu, chromu i innych dodatków stopowych.

## Gatunki
Taśmy nierdzewne w zależności od zawartości dodatków stopowych dzieli się nagrupy gatunków zgodnych z EN 10088-2:
- ferrytyczne
- martenzytyczne
- austenityczne
- duplex
- żaroodporne ferrytyczne
- żaroodporne austenityczne

## Tolerancje wykonania
W zależności od technologii produkcji taśmy ze stali nierdzewnej produkowane są z zachowaniem tolerancji precyzyjnych oraz standardowych w oparciu o poniższe normy:
Norma EN 10258 – dla wąskich taśm walcowanych precyzyjnie
Norma EN 10259 – dla taśm szerokich walcowanych standardowo

## Zastosowanie taśm nierdzewnych
Taśmy nierdzewne stosowane są w wielu gałęziach przemysłu, począwszy od różnych konstrukcji w przemyśle, łopatki turbin, zawory pras hydraulicznych lub elementy maszyn o większej twardości i wytrzymałości, np. wały, śruby, formy do odlewania pod ciśnieniem, narzędzia budowlane, elementy sprężyste, a skończywszy na drobnych elementach stosowanych w stomatologii.